# Tiziano Motti
Tiziano Motti (Reggio nell'Emilia, 7 febbraio 1966) è un politico, musicista e imprenditore italiano.
Dal 2009 al 2014 è stato deputato al Parlamento europeo nella lista dell'UDC per la circoscrizione del Nord-Est.

## Biografia

### Attività imprenditoriale
Nato a Reggio Emilia, Motti ha lavorato come imprenditore nel settore editoriale. Partendo da ruoli subordinati, nel 2000 ha ideato e prodotto la Guida del Cittadino. Nel 2003 ha costituito la Fondazione Tiziano Motti. Contro ogni violenza a donne e minori. Nel 2004 ha fondato l'organizzazione senza scopo di lucro L'Europa dei diritti. Nel 2005 ha fondato il quotidiano locale Il Giornale di Reggio. Ha prodotto e trasmesso il format televisivo basato sui diritti dei cittadini Noi Cittadini in collaborazione con il conduttore italiano Antonio Lubrano.

### Attività politica
Nel 2009 ha condotto per diversi mesi un'intensa e innovativa campagna elettorale, il cui andamento ed esito favorevole è stato oggetto di studio. Come membro indipendente dell'Unione dei Democratici Cristiani e Democratici di Centro ha rappresentato il Nord-Est italiano al Parlamento europeo fino al 2014. Nel 2010, ha scritto una risoluzione per aiutare a creare un sistema europeo di allarme rapido contro i pedofili. Ha sollevato e sostenuto varie questioni a sostegno dei diritti degli animali. Nel 2014, al termine del mandato, ha deciso di non candidarsi nuovamente.

### Attività musicale
Nel 2012 ha iniziato la sua carriera musicale come artista, DJ e musicista. Motti si è esibito in un concerto dal vivo organizzato per le vittime del terremoto del maggio 2012. Nel marzo 2014 Motti ha pubblicato il suo album Siamo Tutti Assolti. L'album comprende 12 tracce e due versioni remix de La Verità. Siamo Tutti Assolti è stato lanciato da Universal Music Italia e nel maggio 2014 è rimasto per due settimane al numero 17 tra gli album più venduti, al numero 13 tra gli album più venduti di artisti italiani e alcune settimane al numero 21 tra le vendite digitali. Motti ha fatto parte del tour di Radio Bruno Estate nel luglio 2014.

## Opere
Tiziano Motti è autore, coautore o curatore di alcune guide di argomento civico-giuridico:
- Tiziano Motti, Reggio Emilia. Vivi la città edizione 1993, Reggio Emilia, Tiziano Motti, 1993.
- Le terre di Matilde di Canossa, Reggio Emilia, Gruppo Media, 1995. Ideazione e direzione editoriale Tiziano Motti.
- Tiziano Motti (a cura di), Comune di Cattolica. Vivi la città 2004, Reggio Emilia, Gruppo Media, 2004. Testi redatti da Raffaella Castellucci; Servizio fotografico: Laboratorio fotografico Comune di Cattolica, Dorigo Vanzolini.
- Jean Christophe Cataliotti e Tiziano Motti, Guida ai diritti. Tutto quello che il cittadino deve sapere, Castelfranco Veneto, Tiziano Motti, 2004, ISBN 88-89387-00-9. Disegni di Roberto Meli; prefazione di Antonio Lubrano.
- Jean Christophe Cataliotti e Tiziano Motti, Noi cittadini. Bioetica e sanità. Tutto quello che il cittadino deve sapere, Castelfranco Veneto, Tiziano Motti, 2005.
- Jean Christophe Cataliotti e Tiziano Motti, Noi cittadini. Guida alla riforma del lavoro. Tutto quello che il cittadino deve sapere, Castelfranco Veneto, Tiziano Motti, 2005, ISBN 88-89387-03-3.
- Jean Christophe Cataliotti e Tiziano Motti, Noi cittadini. La famiglia di fronte alla legge. Tutto quello che il cittadino deve sapere, Reggio Emilia, Iniziative editoriali, 2005.
- Jean Christophe Cataliotti e Tiziano Motti, Il condominio. Conoscerne le regole per viverci meglio. Tutto quello che il cittadino deve sapere, Reggio Emilia, Iniziative editoriali, 2006, ISBN 88-89387-09-2.
- Jean Christophe Cataliotti e Tiziano Motti, I nostri diritti. 200 risposte ai quesiti più frequenti o curiosi per difendere i nostri diritti ogni giorno, Reggio Emilia, Iniziative editoriali, 2007.
- Tiziano Motti e Maria Grazia Palmisano, Convinti. Come difendersi dai manipolatori di idee e desideri, a cura di Andrea Magnani, Forli, Si, 2008, ISBN 978-88-95577-35-7.
- La sanità non è un'opinione. Testimonianze di autorevoli esperti su modelli vincenti per la salute dei cittadini, Reggio Emilia, Tiziano Motti, 2008, ISBN 978-88-89387-05-4. Progetto e introduzione: Antonio Tomassini; coordinamento editoriale: Tiziano Motti; interviste: Alessia Fossi Fiaschetti.

## Discografia

### Singoli
- La verità, 2014.
- Ho voglia di guardare il mare, 2014.

### Album
- Siamo tutti assolti, 2014.